# Harris and Selwyn Theaters
Résidence
Les Harris et Selwyn Theatres sont des théâtres jumeaux situés dans le secteur communautaire du Loop à Chicago, dans l'État de l'Illinois, aux États-Unis. Ils ont été construits par Sam H. Harris et Edgar Selwyn. 
Initialement des théâtres de 1923 à 1950, ils sont transformés en cinémas par Michael Todd à partir de 1950. À la fin des années 1980, les bâtiments tombent en ruine et sont rachetés par la ville de Chicago qui parvient à un accord de reprise par la compagnie Goodman Theatre. Elle rénove les lieux qui rouvrent au public comme salle de théâtres en 2000.
Le 31 mars 1983, ils ont tous deux été désignés au titre des monuments historiques de la ville de Chicago et inscrits sur la liste des Chicago Landmarks (CL).

## Historique

### Les Harris et Selwyn Theatre
|                                     |  |  |
| Sam H. Harris (en) et Edgar Selwyn. |  |  |

Les producteurs Sam H. Harris (en) et Edgar Selwyn décident de faire construire deux salles mitoyennes dans le Loop à Chicago et commandite l'architecte C. Howard Crane,. Le Selwyn ouvre en 1922,. Le Harris ouvre le 2 septembre 1923 et compte 1 200 places. Le Selwyn Theatre est construit dans un style d'architecture georgienne tandis que le Harris Theatre est dans le style Renaissance italienne. Plus précisément le Harris reprend le Palladianisme et le Selwyn le Colonial Revival. Les bâtiments sont exclusivement des salels de spectacles et non des immeubles de bureaux hébergent un auditorium. Un détail technique important est que les deux salles partagent la même salle de répétition. Autre point qui est dommageable est que les scènes sont petites et l'acoustique mal conçu à cause des plafonds et des sièges, au point que les acteurs doivent se tourner vers le public pour être entendu.
Parmi les pièces présentées au Harris figurait Un tramway nommé Désir. Du côté des vedettes qui se présentent sur scène on peut nommer Ethel Barrymore, Charles Laughton, Helen Hayes, et Mae West.
À partir du 21 mars 1926, la Charlot's Revue d'André Charlot, fait étape au Selwyn Theater pour 3 semaines de représentations dans une version de 1926 du spectacle de New York avec Jack Buchanan, Gertrude Lawrence et Beatrice Lillie. La revue, qui avait fait étape à Détroit, doit ensuite se produire durant 12 semaines au El Capitan Theatre pour l'inauguration de cette nouvelle salle d'Hollywood.

### Les cinémas

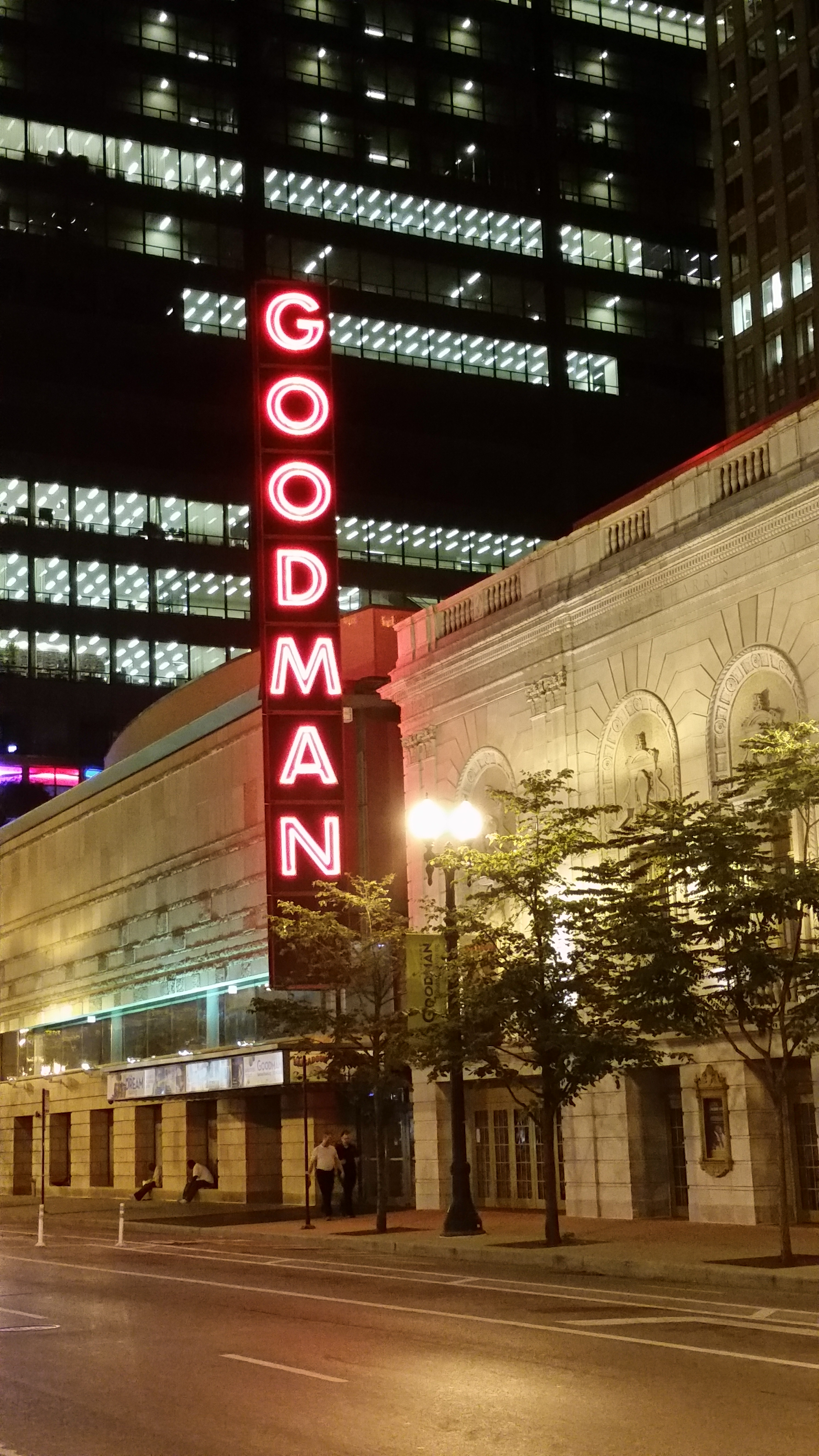
L'enseigne de nuit.

À cause de la Grande Dépression et le développement du cinéma parlant, les théâtres voient le public se réduire. Le dernier film présenté au Selwyn est Une poignée de neige en octobre 1956 tandis que le Harris continue jusqu'en 1958.  Les deux salles sont achetées par le producteur Michael Todd qui les convertit en cinémas dans les années 1950 avec le système Todd-AO. Le Selwyn est rebaptisé Cinestage Theatre et rouvre le 4 avril 1957 comme première salle de Chicago proposant le Todd-AO avec le film Le Tour du monde en quatre-vingts jours (1956),. La salle compte 500 places mais a nécessité de supprimer la scène pour installer le nouveau système. Michael Todd rachète la salle mitoyenne du Harris Theatre et la rebaptise sobrement Michael Todd Theatre. Elle rouvre le 26 décembre 1958 avec la pièce Deux sur la balançoire. 
Le Michael Todd Theatre compte 600 places et propose lui aussi un Todd-AO de 70 mm La salle est équipée d'un écran plat avec un rideau descendant du plafond et un grand balcon mezzanine hébergeant la salle de projection suspendue. Le Cinestage propose un écran incurvé et un rideau horizontal plus classique. 
Le Cinestage Theatre devient le laboratoire de Todd qui installe aussi le système Smell-O-Vision (avec l'odeur), la machine étant encore présente dans les sous-sols de la salle dans les années 1990. Michael Todd décède en 1958.
En 1968, le Michael Todd Theatre est pris en charge par la société Trans-Beacon Theatres et diffuse L'Extravagant Docteur Dolittle. La chaîne de cinéma ABC-Great States Theatres loue le Selwyn-Cinestage et le transforme en cinéma pour adulte, diffusant des films pornographiques à partir du 15 août 1970,. Plitt Theatres devient gestionnaire de la salle Cinestage en 1974. Mais en janvier 1975, les deux salles, comme quatre autres du Loop, sont fermées par la justice pour la diffusion de films violents ou pornographiques. Le 22 avril 1977, Plitt annonce la fermeture définitive des salles.
Le 31 mars 1983, les deux édifices ont été désignés « monuments historiques de la ville de Chicago » et sont protégés au titre des Chicago Landmarks par la Commission on Chicago Landmarks, avec l'approbation du conseil municipal de Chicago et du maire de Chicago,.
La société M&R Theatre loue à son tour le Selwyn-Cinestage et le rebaptise Dearborn Cinemas le 20 décembre 1985 mais abandonne les lieux en 1988,. 
Malheureusement l'entretien des bâtiments est négligé et plus particulièrement les plafonds, celui du Michael Todd Theatre s'effondre. Les deux bâtiments n'avaient fait l'objet d'aucune rénovation depuis la Seconde Guerre mondiale. Les deux salles sont toujours la propriété des héritiers de Michael Todd, à savoir Elizabeth Taylor qui négocient avec la ville de Chicago un rachat.

### Le Goodman Theatre Center

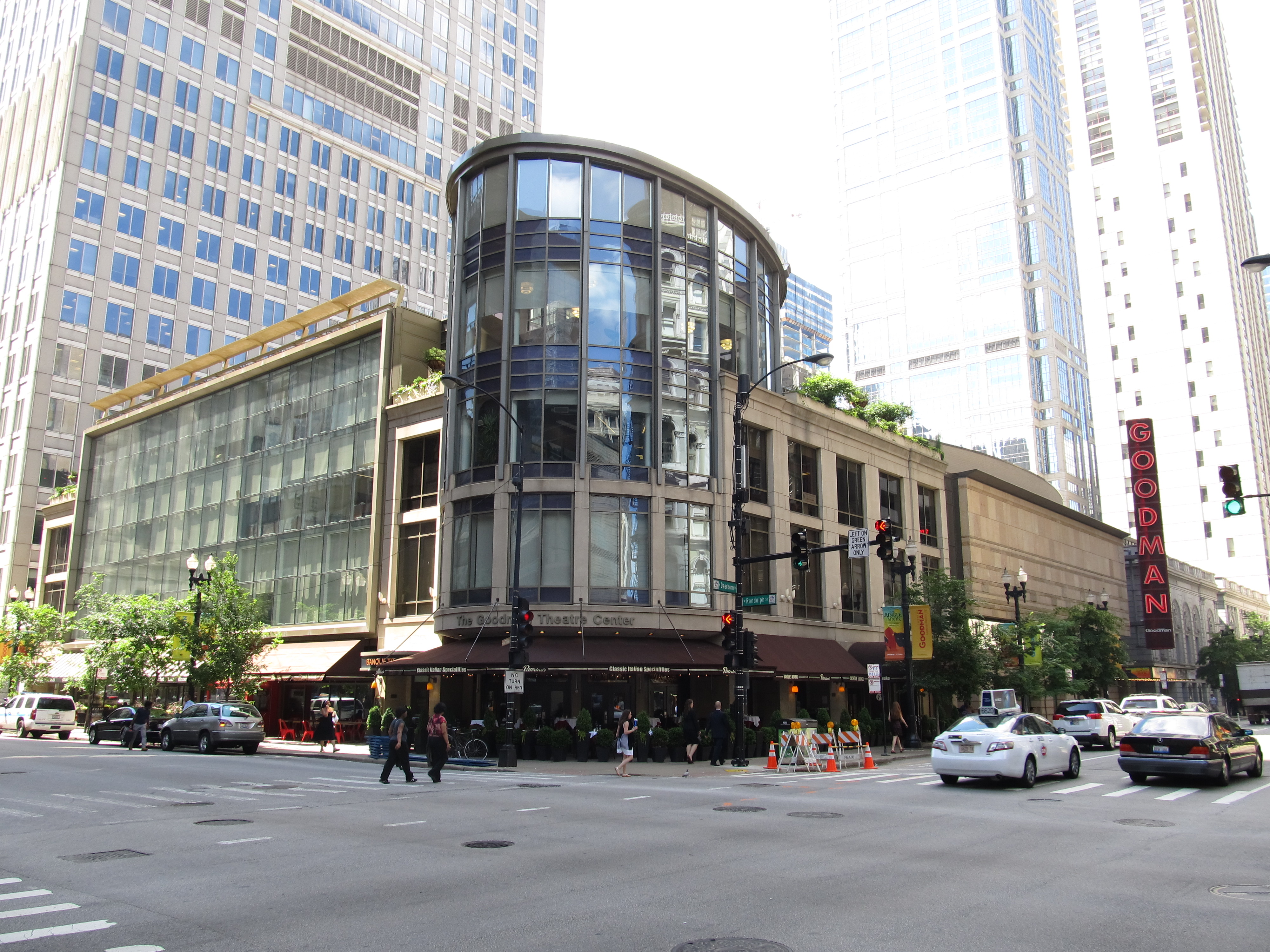
Le complexe Goodman Theatre

En 1989, la société Linpro qui gère les actifs de Michael Todd offre à la ville un terrain de 2 600 000 pieds carrés (241 548 m2) comprenant les anciens cinémas Todd et l'ancien dépôt de bus Greyhound, à condition d'utiliser les salles comme lieu de culture. Mais les édifices sont en mauvais états et leur destruction est déjà envisagée. 
Le 25 avril 1990, la ville de Chicago annonce avoir signé un contrat avec la compagnie théâtrale Goodman Theatre pour qu'elle puisse s'installer dans un nouveau complexe. La ville projette également la rénovation des Harris and Selwyn Theaters. Le projet prévoit 18 mois minimum de phase d'étude et une réalisation sous trois-quatre ans. Goodman a déjà accordé un don de 6 millions de dollars pour la rénovation des salles, la ville prévoyant un montant similaire mais les coûts supplémentaires étant à la charge de Goodman. 
En juillet 2000, le budget est revu à la hausse malgré le contrat initial, la ville prenant à sa charge 18,8 millions d'USD sur un total de 46 millions d'USD. Malgré la destruction des salles, les deux façades ont été conservées et intégrées au complexe Goodman Theatre,. L'aspect extérieur donne pour la journaliste Stephanie Hoops un aspect de « Rome au Mid-West ». Les deux salles sont rebaptisées Albert Ivar Goodman Theater qui propose 850 places et la Owen Bruner Goodman Theater avec près de 400 places. La salle Albert Ivar comprend une mezzanine qu'elle n'avait pas auparavant tandis que la Owen Bruner possède trois niveaux et un aspect intérieur évoquant le film Shakespeare in Love (1998).
La compagnie théâtrale investit les lieux rénovés en 2000 après avoir occupé une aile du Art Institute of Chicago.